# سقاية إسماعيل الشطي
سقاية إسماعيل الشطي
الحاج إسماعيل جلبي بن عبد الرحمن جلبي، كان من تجار بغداد المعروفين ابان العهد العثماني. في سنة 1792م، شيد سقاية ماء لينتفع منها العامة، وموقع إنشائها قرب جامع القزازة الذي تم نقضه وادخلت ارضه ضمن شارع الجمهورية، والذي كان في محلة الفناهرة من شرقي مدينة بغداد. 